# Người Mỹ xấu xí

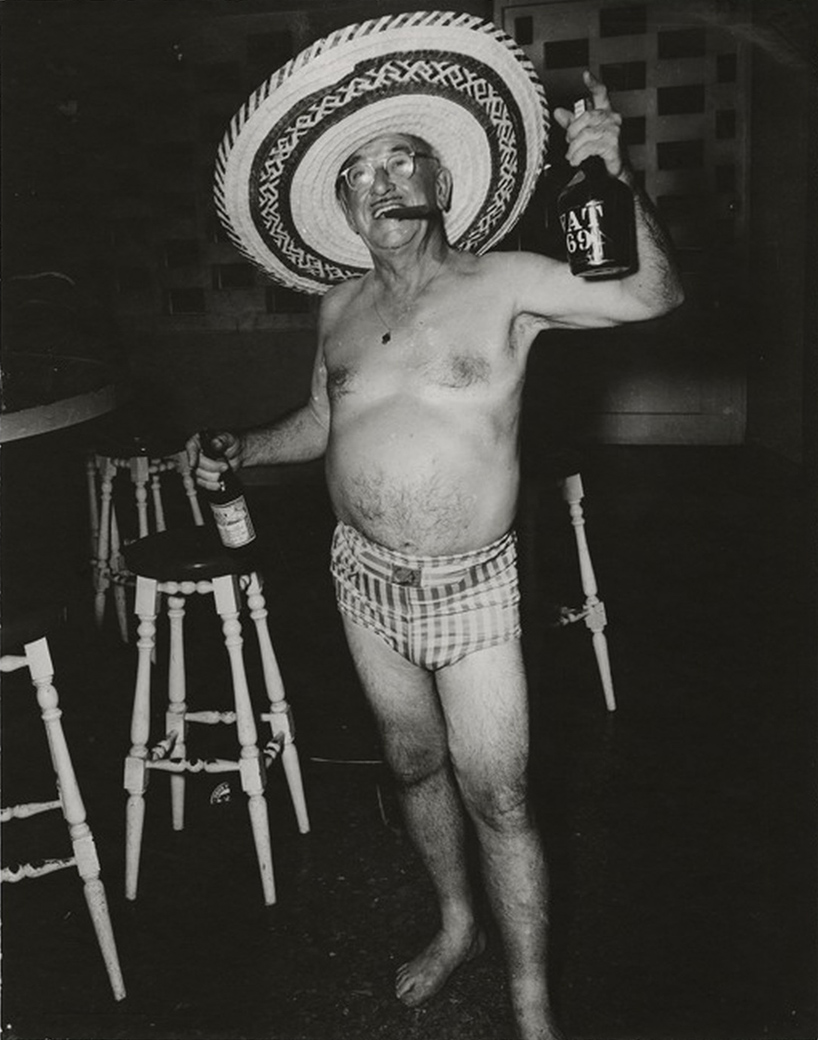
Ảnh của Constantino Arias với tựa đề Ugly American (Người Mỹ xấu xí), thể hiện một du khách vào thời kỳ Batista những năm 1950 ở thủ đô La Habana, Cuba.

Người Mỹ xấu xí là một thuật ngữ miệt thị được dùng để chỉ những cảm nhận về thái độ nói to, ồn ào, kiêu ngạo, thiếu nhân cách, thiếu suy nghĩ, ngu dốt, cho dân tộc mình là hơn cả của các công dân người Mỹ chủ yếu là ở nước ngoài, nhưng còn cả ở quê nhà. Mặc dù thuật ngữ này thường được liên tưởng đến hay được gán cho các du khách, nhưng nó còn được gán cho các doanh nghiệp đoàn thể của Mỹ trên phạm vi quốc tế.

## Nguồn gốc

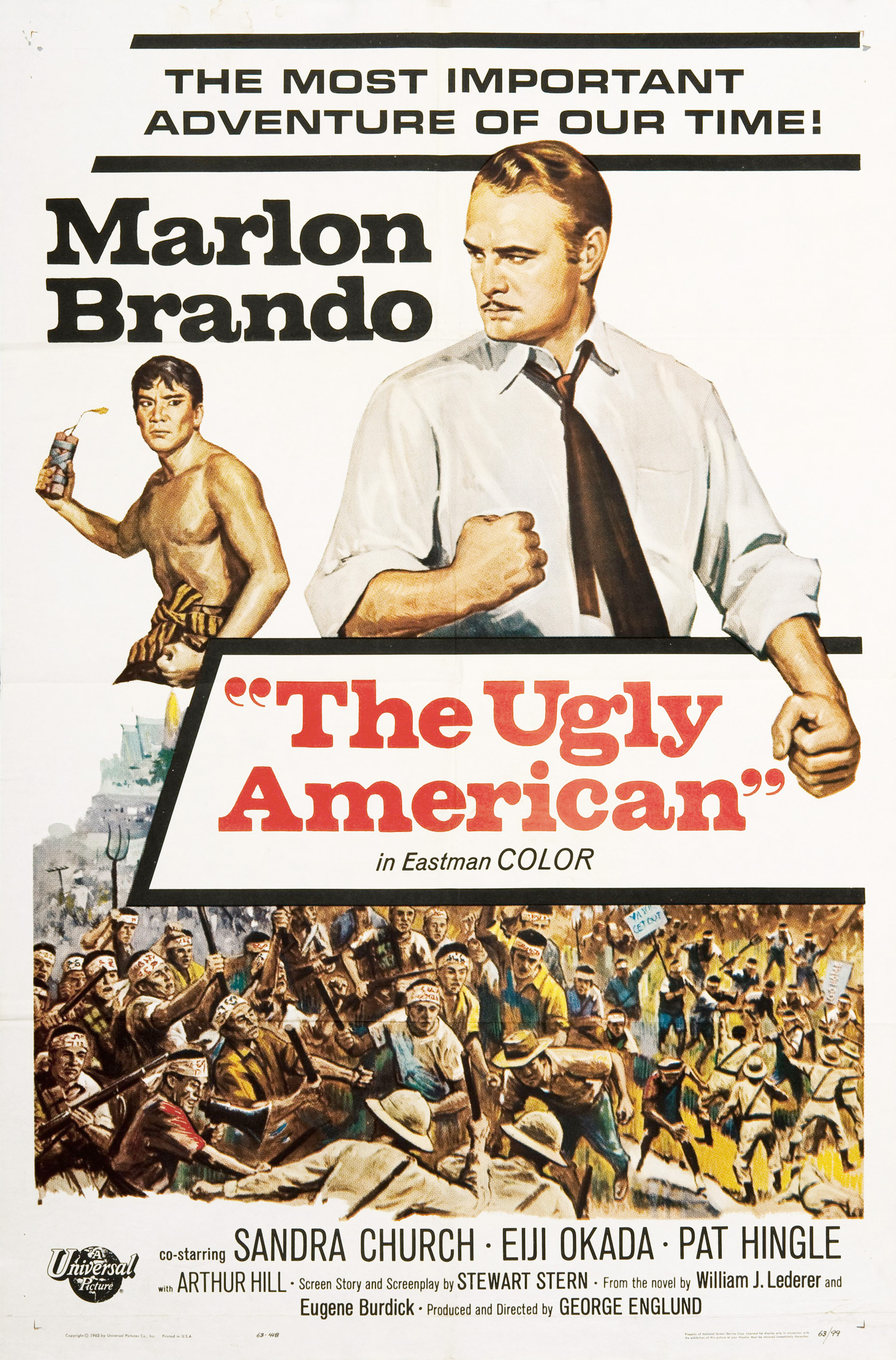
The Ugly American (Người Mỹ xấu xí)